# Mamoutou Diarra
Mamoutou Diarra (París, Francia, 21 de mayo de 1980) es un exjugador francés de baloncesto de origen malí. Con 2,00 metros de altura, jugaba de alero y desarrolló la mayor parte de su carrera en equipos franceses.

## Trayectoria
Diarra pasó por la cantera del CSP 19ème y del Paris Basket Racing, hasta que en 1997 fue becado por el INSEP. Debido a ello jugó en la Nationale Masculine 1 como parte de la plantilla del Centre Fédéral de Basket-Ball.
En 1999 fue fichado por AS Bondy 93 de la Pro B, dando el salto a la Pro A al año siguiente al retornar al Paris Basket Racing. En 2005 se desvinculó del club parisino para firmar un contrato de dos años con el Élan Sportif Chalonnais. En ese periodo Diarra participó del All-Star de la LNB en 2004, 2005 y 2006.
El alero dejó su país en el verano de 2007, retornado a comienzos de 2010 repatriado por el Chorale Roanne Basket, luego de haber realizado una experiencia en las máximas categorías del baloncesto profesional de Grecia e Italia.  
Diarra jugó posteriormente en Cholet Basket, JSF Nanterre y Orléans Loiret Basket, siempre en la Pro A (de hecho se consagró campeón del certamen en 2013 con los nanterrois).
En junio de 2014 retornó a  la LNB Pro B como refuerzo del Olympique Antibes. Tras conseguir el ascenso, jugó una temporada más con el club antes de abandonarlo, siendo esa su última experiencia como profesional.

### Clubes
| Club                            | País    | Año         |
| ------------------------------- | ------- | ----------- |
| Centre Fédéral de Basket-Ball   | Francia | 1997 - 1999 |
| AS Bondy 93                     | Francia | 1999 - 2000 |
| Paris Basket Racing             | Francia | 2000 - 2005 |
| Élan Sportif Chalonnais         | Francia | 2005 - 2007 |
| PAOK Salónica BC                | Grecia  | 2007 - 2009 |
| Felice Scandone Basket Avellino | Italia  | 2009        |
| Chorale Roanne Basket           | Francia | 2010        |
| Cholet Basket                   | Francia | 2010 - 2011 |
| JSF Nanterre                    | Francia | 2011 - 2013 |
| Orléans Loiret Basket           | Francia | 2014        |
| Olympique Antibes               | Francia | 2014 - 2016 |

## Selección nacional
Diarra fue internacional con la selección de baloncesto de Francia, tanto a nivel juvenil como a nivel mayor.
Debutó con la selección absoluta el 6 de agosto de 2004 en un partido frente a Bélgica. Con el equipo nacional participó en el Campeonato Europeo de Baloncesto Masculino de 2005 de Serbia y Montenegro -en el que ganó la medalla de bronce- y en el Campeonato Mundial de Baloncesto de 2006 de Japón -llegando a cuartos de final.

## Vida privada
Diarra es hermano del rapero Oxmo Puccino. 